# 白泥井镇 (定边县)
白泥井镇，是中华人民共和国陕西省榆林市定边县下辖的一个乡镇级行政单位。
曾為白泥井鄉。

## 行政区划
白泥井镇下辖以下地区：
寨子村、场子壕村、明水湖村、红石梁村、先进村、红卫村、荣阳村、衣食梁村、白刺湾村、红旗村、兔蒿峁村、北畔村、二道梁村、向阳村、瓦窑坑村、南场子村、张罗坑村、团结村、先锋村、同心干村、砖窑梁村、四大号村、梁湾村、摆言坑村、海子梁村、上湾村、公布井村、金鸡湾村、大水村和伊涝湾村。